# Я, ты, он, она (фильм, 2018)
«Я, ты, он, она» (укр. Я, ти, він, вона; рабочее название фильма — «Он и она») — украинская романтическая комедия 2018 года от режиссёров Владимира Зеленского и Дэвида Додсона. Фильм снят студией «Квартал 95» при поддержке Госкино.

## Сюжет
Максим и Яна женаты уже десять лет. Страсть угасла, общих детей у них нет, имущественных претензий друг к другу они не имеют. И пара решает расстаться мирно. Супруги подают на развод, однако судья, в прошлом психолог, считает, что угасшая страсть не повод для расставания. И прежде чем развести супругов, служительница закона дает им задание — в течение одного месяца исполнять желания друг друга. Максим и Яна решают наверстать упущенное и позволить себе всё, в чем отказывали себе за десять лет совместной жизни. Но только вместе…

## В ролях
- Владимир Зеленский — Максим
- Анастасия Короткая — Яна
- Надежда Дорофеева — Елена
- Евгений Кошевой — Борис
- Сергей Бабкин — преступник
- Тамара Яценко — судья
- Ольга Сумская — соседка
- Станислав Боклан — сосед
- Юрий Ткач — друг Макса
- Мика Фаталов — таксист
- Степан Казанин — полицейский
- Ольга Полякова — пациентка Бориса
- Валерий Шептекита — дед Яны

## Производство

### Кастинг
Изначально роль Яны должна была исполнять литовская актриса Агне Грудите. Впоследствии стало известно, что вместо неё эту роль исполнит украинская актриса Анастасия Короткая.

### Финансирование
Фильм стал одним из победителей 10-го конкурсного отбора Государственного агентства Украины по вопросам кино. Общий бюджет фильма составил 36,9 млн грн,. Из них 49 % бюджета (17,6 млн грн.) оплатило государственное ведомство.

### Места съёмок
Съёмки прошли в конце лета 2018 года в Киеве и Львове. Также съёмки должны были пройти в Азербайджане, но из-за смены актёрского состава сценарий был в срочном порядке переписан.

### Дублирование на украинский язык
Фильм был снят на русском языке в оригинале и потом был дублирован на украинский язык. Во время премьерной пресс-конференции создателей Владимир Зеленский заверил журналистов, что «изначально сценарий фильма был написан именно на украинском языке» и только «позже его пришлось перевести на русский из-за литовской актрисы Агне Грудите, которая должна была сыграть главную роль и которая не владела украинским»; в последний момент, за ночь перед съёмками, Грудите отказалась от участия в фильме и на её роль взяли украинскую актрису Настю Короткую, но «подстроиться [обратно под украинский язык] съёмочная группа так и не успела, поэтому за основу взяли сценарий на русском языке».

## Релиз
Премьера фильма на Украине состоялась 27 декабря 2018 года. Показ картины также прошёл и заграницей, в Казахстане лента вышла в прокат 10 января, в Латвии и Литве — 11 января, а в Эстонии — 18 января 2019 года.

## Сборы
Фильм стал самым кассовым в истории независимого украинского кинематографа, собрав более 70,5 миллионов гривен за пять недель проката, его посмотрело более 700 тысяч зрителей.

## Критика
Фильм получил резко негативные отзывы от украинских критиков не за сюжет, не за режиссуру или игру актеров, а за то, что, вопреки обещаниям руководителя «Студии 95 Квартал» Владимира Зеленского, фильм был снят не на украинском, а на русском, и дублировался на украинском только в постпродакшн.
Кинокритик издания «Тексты» Константин Воздвиженский написал в своей рецензии: «Украинский язык в фильме Зеленского настолько искусственный, что смеяться больше хочется именно из-за него, чем из-за ситуаций, в которые попадают герои».